# HAHNENKRATT
E. HAHNENKRATT GmbH — німецька компанія, є одним з провідних виробників стоматологічних інструментів та аксесуарів.
Заснована механіком Емілем Ганенкраттом у 1932 році в м. Пфорцгаймі, Баден-Вюртемберг як невелике сімейне підприємство. Головний офіс компанії розташовується в Кенігсбах-Штайні. Основним напрямком є виготовлення стоматологічних внутрішньоротових (інтраоральних) дзеркал і широкого асортименту штифтів. Компанія найпершою розробила і представила скловолоконний штифт і дзеркала з родієвим покриттям.

## Історія
Компанія була заснована у 1932 році механіком Емілем Ганенкраттом в м. Пфорцгаймі, Баден-Вюртемберг як невелике сімейне підприємство з виробництва стоматологічних інструментів. Основним напрямком стало виготовлення стоматологічних внутрішньоротових (інтраоральних) дзеркал і широкого асортименту штифтів.
З 2013 року компанія розпочала виробництво полірувальних систем нового типу і продукції Pullover для ретракції ясен.

## Продукція
Продукція компанії включає інструменти та аксесуари для щоденної стоматологічної практики, зокрема:
- DENTview, система цифрових камер з ПО
- внутрішньоротові (інтраоральні) дзеркала: серії Mega FS Rhodium, Mega FS, TOPvision FS Rhodium, TOPvision FS, Economy, SEplus, MegaMicro (дзеркала фронтові родієві, невеликого діаметру, що дозволяють дістатися важкодоступних місць під час мікрохірургії та імплантології), Laryngeal Mirrors (родієві дзеркала для ларингології з подовженою ручкою), Mega Stretch mirrors (дзеркала з паралельною розмікою), Relax (дзеркала фронтові з родієвим покриттям) і Photography Mirrors (дзеркала фотографічні)
- ручки для внутрішньоротових дзеркал
- скловолоконні культевидні штифти: системи Exatec + Cytec включаючи штифти Titanium, HP glassfiber, HP carbonfiber.
- тимчасові коронки
- матрицетримачі та матриці